# Johann Chapoutot
Johann Chapoutot (Martigues, 30 luglio 1978) è uno storico francese, professore di Storia contemporanea all'Università Sorbonne Nouvelle, le cui ricerche vertono soprattutto sulla storia della Germania in età contemporanea e sulle origini culturali del Nazionalsocialismo.

## Biografia
Johann Chapoutot si è laureato in Storia all'École normale supérieure de Fontenay-Saint-Cloud di Lione nel 2001. Ha conseguito il dottorato nel 2006 all'Università Pantheon-Sorbona con la tesi Le National-socialisme et l'Antiquité. Dal 2011 è membro dell'Institut universitaire de France. Dal 2008 al 2014 ha insegnato all'Université Pierre-Mendès-France di Grenoble; nel biennio 2015-16 ha insegnato all'Università libera di Berlino  e dal giugno 2016 è professore all'Università Sorbonne Nouvelle

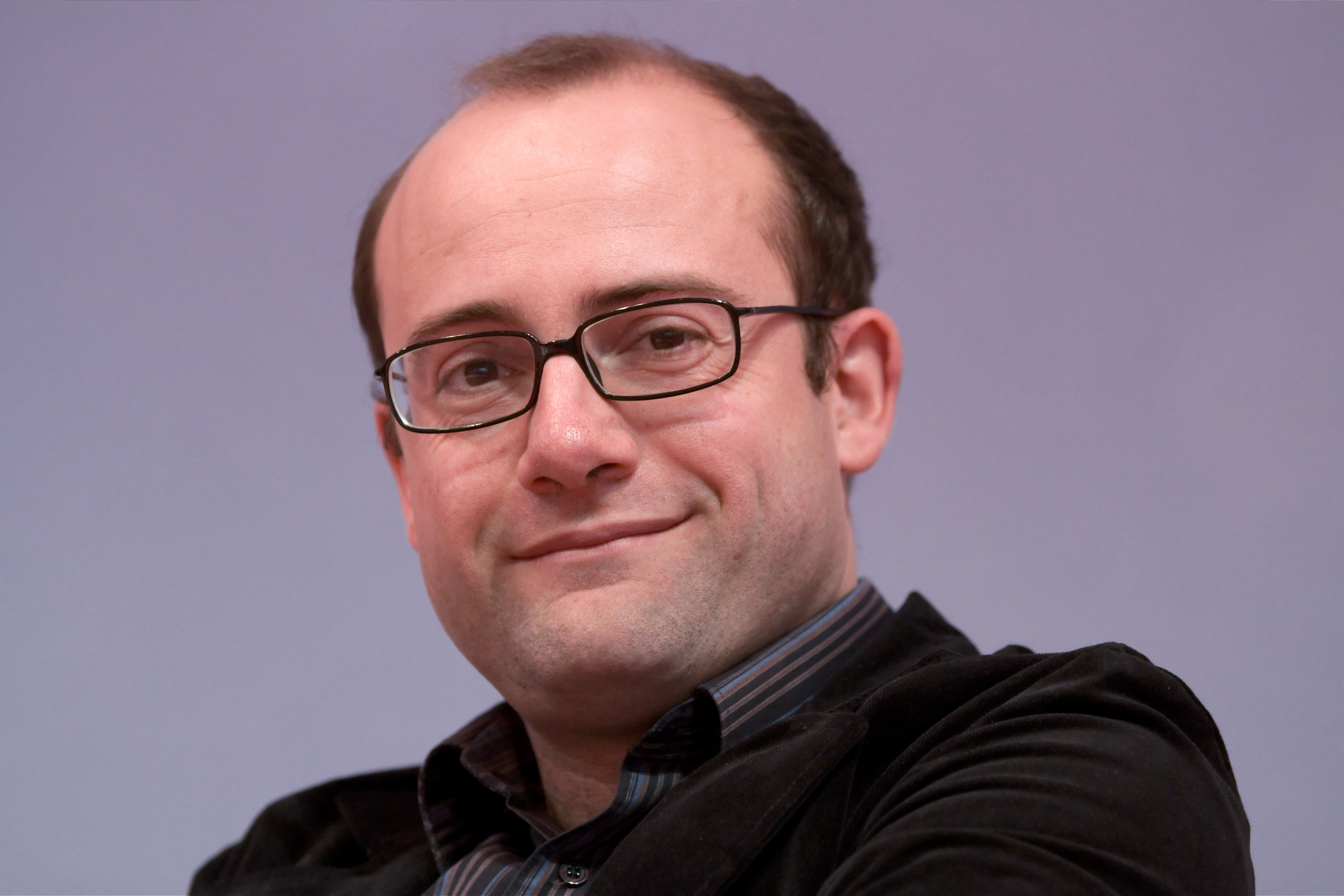
Johann Chapoutot (fotografia del 2009)

Il principale interesse di Johann Chapoutot è la storia europea nella prima metà del Novecento, soprattutto la Storia della Germania in età contemporanea, e in particolare la repubblica di Weimar e il nazismo. Circa l'origine dell'ideologia nazista, Chapoutot sostiene che il nazismo non ha inventato nulla in quanto attingeva alla cultura dominante dell'Occidente liberale (Nazionalismo romantico, Razzismo, Colonialismo, Darwinismo sociale, ecc.). Nel saggio Nazismo e management lo storico francese descrive il Terzo Reich come un'organizzazione che rispondeva a regole precise di management, trasmesse in parte nel dopoguerra attraverso l'opera di Reinhard Höhn, Oberführer delle SS e successivamente giurista teorico dell'arte della gestione delle risorse umane.
Fra i numerosi riconoscimenti, nel 2019 a Chapoutot è stato assegnato in Italia il Premio nazionale Cherasco Storia.

## Opere
- Controllare e distruggere: fascismo, nazismo e regimi autoritari in Europa (1918-1945) [Fascisme, nazisme et régimes autoritaires en Europe (1918-1945)], traduzione di Frédéric Ieva, Torino, Einaudi, 2015  [2013], ISBN 978-88-06-22430-1.
- (FR) Histoire de l'Allemagne (1806 à nos jours), 2ª ed., Paris, Presses universitaires de France, 2017, ISBN 2130787967.
- La legge del sangue: pensare e agire da nazisti [La Loi du sang: Penser et agir en nazi], traduzione di Valeria Zini, Torino, Einaudi, 2016  [2015], ISBN 978-88-06-22712-8.
- Alya Aglan e Robert Frank (a cura di), La guerra-mondo, 1937-1947 (2 voll.), Torino, Einaudi, 2016.
- L'affaire Potempa: come Hitler assassinò Weimar [La meurtre de Weimar], traduzione di Luca Falaschi, Roma-Bari, Laterza, 2017  [2010], ISBN 978-88-581-2678-3.
- Il nazismo e l'antichità [Le nazisme et l'antiquité], traduzione di Valeria Zini, Torino, Einaudi, 2017  [2012], ISBN 978-88-06-23263-4.
- (FR) Comprendre le nazisme, Paris, Tallandier, 2018, ISBN 979-10-210-3042-8.
- La rivoluzione culturale nazista [La Révolution culturelle nazie], traduzione di Luca Falaschi, Roma-Bari, Laterza, 2019  [2017], ISBN 978-88-581-3043-8.
- Nazismo e management: Liberi di obbedire [Libres d'obéir : le management, du nazisme à aujourd'hui], traduzione di Duccio Sacchi, Torino, Einaudi, 2021  [2020], ISBN 978-88-06-24753-9.